# Trevor Molloy
Trevor Molloy (ur. 14 kwietnia 1977 w Dublinie) – irlandzki piłkarz występujący na pozycji napastnika.